# Szinira
Szinira (arab. شنيرة) – wieś w Syrii, w muhafazie As-Suwajda. W 2004 roku liczyła 666 mieszkańców.